# Ptilogyna neocaledonica
Ptilogyna neocaledonica là một loài ruồi trong họ Ruồi hạc (Tipulidae). Chúng phân bố ở vùng sinh thái Australia.